# Monika Navickienė

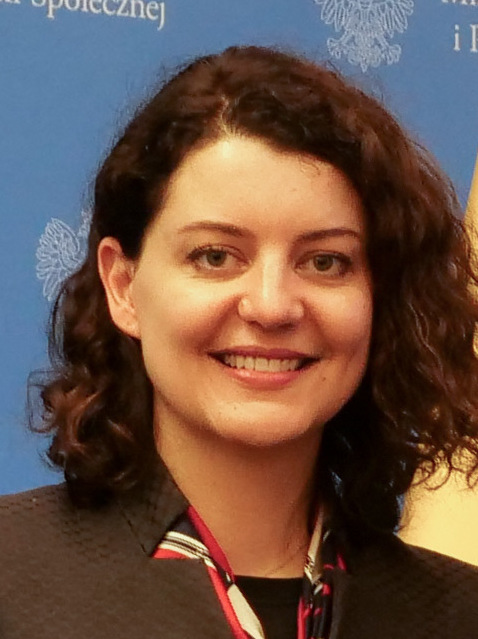
Monika Navickienė, 2021

Monika Navickienė (* 25. Juni 1981 in Telšiai) ist eine litauische konservative Politikerin, Mitglied im Seimas. Von 2020 bis Juni 2024 war sie Ministerin für Soziales und Arbeit.

## Leben
1999 absolvierte Monika das Žemaitės-Gymnasium  und die Musikschule in Telšiai. Von 1999 bis 2003 absolvierte sie das Bachelorstudium der Philosophie an der Vilniaus universitetas und 2005 das Masterstudium der Steuerverwaltung an der Mykolo Romerio universitetas in Vilnius.
Von 2004 bis 2011 arbeitete Navickienė im Unternehmen UAB „Aesculapius“ als Direktorin der Filiale Vilnius, bei UAB „Raminora“ (SPA Vilnius) als Personalleiterin und stellv. Direktorin des SPA-Zentrums, dann als Direktorin bei UAB „MndM Concept“ und UAB „Adcrent“.

### Politik
Seit 2011 ist Navickienė Mitglied der Tėvynės sąjunga – Lietuvos krikščionys demokratai.  Seit November 2016 ist Seimas-Mitglied, ausgewählt in Naujoji Vilnia. Navickienė setzte sich im 2. Seimas-Wahlgang gegen den Sozialisten Algirdas Paleckis durch. Sie ist Mitglied des Seimas-Sozialausschusses. 2020 wurde sie ins 13. Seimas gewählt. Von Dezember 2020 bis Juni 2024 war sie Sozialministerin im Kabinett Šimonytė, geleitet von der konservativen Politikerin Ingrida Šimonytė. Sie trat zurück.

### Familie
Navickienė ist verheiratet und hat zwei Töchter.